# Leonarisso
Leonarisso (en griego: Λεονάρισσο, en turco: Ziyamet) es un pueblo en el norte de Chipre, situado en la Península de Karpasia. Forma parte de iure del Distrito de Famagusta de la República de Chipre pero pertenece de facto al Distrito de İskele en la República Turca del Norte de Chipre.
Leonarisso/Ziyamet se encuentra en el cruce de las dos carreteras que atraviesan la Península de Karpasia (Dipkarpaz). Los pueblos vecinos son al este Vasili (Gelincik) y Lythrangomi (Boltaşlı) y al oeste Koma tou Gialou (Kumyalı) y Galateia (Mehmetçik).